# Zwitserse Weg
De Zwitserse Weg was tijdens de Tweede Wereldoorlog een gangbare smokkelroute van 1942 tot juni 1944, die deel uitmaakte van het ondergronds netwerk Dutch-Paris.
Premier Gerbrandy drong er bij dominee Visser 't Hooft op aan een inlichtingendienst op te zetten om contact mogelijk te maken tussen bezet Nederland en de regering in Londen. Visser 't Hooft ontmoette net in die periode Hebe Charlotte Kohlbrugge en zo kwam de nieuwe route tot stand. De route ging via betrouwbare personen en adressen van Nederland naar Genève. Vaak brachten koeriers via deze route berichten naar Zwitserland die voor de regering in Londen bestemd waren. Die berichten werden in Nederland op microfilm gezet en vaak in de kleding verstopt. In 1940 werd Jan van Borssum Buisman door de Duitsers in de gaten gehouden. Hij besloot via Zwitserland naar Engeland te gaan en in Zwitserland ontmoette hij dominee Visser 't Hooft. Jan van Borssum Buisman ging terug naar Nederland, werd koerier en bracht regelmatig microfilms naar Genève.
Personen betrokken bij de Zwitserse Weg:
- Willem Visser 't Hooft, dominee in Genève, oprichter van de smokkelroute
- Hebe Charlotte Kohlbrugge, medeoprichtster
- Jan van Borssum Buisman, student bouwkunde in Delft
- Tamme Jan Albert Delhaas, woonde van 1938-1946 in Zwitserland en was conrector van het Prinses Beatrix Lyceum in Glion-sur-Montreux. Vanuit die functie kon hij bezet Nederland in- en uit-reizen.
- Adriana Nodelijk, koerierster. Zij noemde zich Jeantje en reisde met valse papieren in Wehrmachttreinen onder meer naar Basel om papieren voor de Nederlandse ambassade weg te brengen. Zij sprak vloeiend Duits, omdat ze een Duitse moeder had.